# Dejan Davidovac
Dejan Davidovac (Zrenjanin, 17 de janeiro de 1995) é um jogador de basquete sérvio.

## Carreira profissional
Davidovac começou a jogar basquete nas categorias de base do Proleter Naftagas de sua cidade natal. Na temporada 2011–12, ele jogou sua primeira temporada na Liga Sérvia. Em 2012, Davidovac assinou com o Vršac Swisslion.
Davidovac assinou com o Crvena zvezda e foi imediatamente emprestado ao FMP em março de 2015, pouco antes do início da temporada da Super Liga Sérvia. Em 30 de setembro de 2016, Davidovac fez sua estreia na Liga Adriática pelo FMP em uma derrota por 78-76 para o KK Zadar, fazendo 7 pontos, 7 rebotes e 3 assistências. Em 11 de fevereiro de 2017, Davidovac marcou 28 pontos, o recorde da carreira no Adriático, para ajudar a derrotar o Union Olimpija. Em 26 jogos da Liga Adriática na temporada 2016-17, Davidovac teve uma média de 10,0 pontos, 5,1 rebotes e 2,5 assistências por jogo.
Em 13 de setembro de 2017, Davidovac assinou um contrato de quatro anos com o Crvena zvezda. Em 22 de outubro de 2017, Davidovac fez sua estreia pelo Crvena zvezda na Liga Adriática contra o Cedevita, marcando 3 pontos, 3 rebotes e 2 assistências em 9 minutos de jogo. Dois dias depois, em 24 de outubro, Davidovac fez sua estreia na Euroliga contra o time russo Khimki, fazendo duas tentativas de 2 pontos e um rebote em menos de 6 minutos de jogo. Em 23 jogos na temporada 2017-18 do Adriático, ele teve uma média de 5,6 pontos, 3,1 rebotes e 1,9 assistências por jogo. Em 24 jogos da Euroliga, ele registrou 6,5 pontos, 2,0 rebotes e 1,2 assistências por jogo. Em 17 jogos na temporada de 2018 da Superliga Sérvia, Davidovac teve uma média de 7,9 pontos, 3,9 rebotes, 1,6 assistências e 1,4 roubos de bola por jogo. Ele venceu a Superliga Sérvia na temporada 2017-18. Davidovac teve uma média de 6,2 pontos e 2,9 rebotes por jogo durante a temporada 2019-20 da ABA. Em 8 de setembro de 2020, Davidovac assinou uma extensão de contrato de dois anos com o Zvezda.
Em 26 de junho de 2022, Davidovac assinou pelo CSKA Moscou.

## Carreira na seleção
Davidovac foi membro da equipe sérvia sub-18 que competiu no Campeonato Europeu Sub-18 da FIBA de 2013 na Letônia. Em nove jogos do torneio, ele teve uma média de 7,2 pontos, 5,0 rebotes e 1,1 assistências por jogo. Davidovac foi membro da equipe sérvia sub-20 que ganhou a medalha de ouro no Campeonato Europeu Sub-20 da FIBA de 2015 em Lignano Sabbiadoro e Latisana, Itália. Em dez jogos do torneio, ele teve uma média de 8,7 pontos, 4,7 rebotes e 1,1 assistências por jogo.
Nos Jogos Olímpicos de Verão de 2024, em Paris, conquistou a medalha de bronze no torneio masculino do basquetebol, após vencer confronto contra a equipe alemã por 93–83 na disputa pelo terceiro lugar.